# Гребнев, Александр Сергеевич
Александр Сергеевич Гребнев (7 мая 1947, Москва, СССР) — советский футболист, полузащитник. Мастер спорта СССР (1966). Обладатель Кубка СССР 1972 года.

## Карьера
Воспитанник ДЮСШ «Спартак» Москва. Начал карьеру в «Спартаке» в 1965 году. Первый матч за основной состав провёл 10 октября 1966 года, в том же году в составе сборной СССР победил в юниорском турнире УЕФА. Первый и единственный гол в составе «Спартака» забил 23 августа 1967 года. В 1968 году завоевал серебряные медали чемпионата СССР. Всего сыграл за «Спартак» 55 матчей, в том числе 54 в чемпионате СССР и один в розыгрыше Кубка СССР. Дважды был заменён, шесть раз выходил на замену. Забил 1 гол. 63 матча сыграл за дубль московского «Спартака».
В 1970 году перешёл в минское «Динамо», где провёл один сезон. В 1971 году играл за московское «Динамо», в том числе проведя два матча в розыгрыше Кубка обладателей кубков. Уже в следующем сезоне перешёл в московское «Торпедо», но не закрепившись там, в том же году перешёл в «Трактор» из Павлодара, выступавший во 2-й группе класса «А» чемпионата СССР. В 1975 году вернулся в минское «Динамо», вместе с которым сумел в том же году завоевать место в высшей лиге. По окончании осеннего чемпионата 1976 года завершил карьеру футболиста.
С 1990 по 1993 годы работал администратором молодёжной и юношеских сборных СССР и России. С января по июль 1994 года администратор национальной сборной России.
С августа 1994 по август 1995 года тренер клуба «Аль-Джазира» (Абу-Даби, ОАЭ). С августа 1995 по 1996 год вновь работает администратором молодёжной и юношеских сборных России. С 1996 по 1997 год тренер женской сборной России. С 1997 по март 2001 и с декабря 2001 по февраль 2003 главный тренер юношеских сборных России. Был главным тренером Футбольного отряда компании «Галактика Футбола» во Всероссийском детском центре «Орлёнок» и сборной ветеранов Дмитровского района Московской области. Играет за команду ветеранов московского «Спартака».

## Статистика выступлений
Данные по матчам и забитым мячам в турнире дублёров чемпионатов неполные. Из-за этого, рядом с цифрой стоит знак ↑.
| Клуб                 | Сезон            | Лига | Лига | Кубок | Кубок | Еврокубки | Еврокубки | Другие | Другие | Итого | Итого |
| Клуб                 | Сезон            | Игры | Голы | Игры  | Голы  | Игры      | Голы      | Игры   | Голы   | Игры  | Голы  |
| -------------------- | ---------------- | ---- | ---- | ----- | ----- | --------- | --------- | ------ | ------ | ----- | ----- |
| «Спартак» (Москва)   | 1965             | 0    | 0    | 0     | 0     | 0         | 0         | 17     | 0      | 10    | 0     |
| «Спартак» (Москва)   | 1966             | 1    | 0    | 0     | 0     | 0         | 0         | 25     | 0      | 26    | 0     |
| «Спартак» (Москва)   | 1967             | 15   | 1    | 0     | 0     | 0         | 0         | 21     | 0      | 36    | 1     |
| «Спартак» (Москва)   | 1968             | 37   | 0    | 1     | 0     | 0         | 0         | 0↑     | 0      | 38    | 0     |
| «Спартак» (Москва)   | 1969             | 1    | 0    | 0     | 0     | 0         | 0         | 0↑     | 3      | 1     | 3     |
| «Спартак» (Москва)   | Итого            | 54   | 1    | 1     | 0     | 0         | 0         | 63↑    | 0      | 118   | 3     |
| «Динамо» (Минск)     | 1970             | 32   | 2    | 4     | 0     | 0         | 0         | 0↑     | 0      | 36    | 2     |
| «Динамо» (Минск)     | Итого            | 32   | 2    | 4     | 0     | 0         | 0         | 0      | 0      | 36    | 2     |
| «Динамо» (Москва)    | 1971             | 23   | 0    | 3     | 0     | 2         | 0         | 3      | 0      | 31    | 0     |
| «Динамо» (Москва)    | Итого            | 23   | 0    | 3     | 0     | 2         | 0         | 3      | 0      | 31    | 0     |
| «Торпедо» (Москва)   | 1972             | 4    | 0    | 6     | 1     | 0         | 0         | 0↑     | 0      | 10    | 1     |
| «Торпедо» (Москва)   | Итого            | 4    | 0    | 6     | 1     | 0         | 0         | 0      | 0      | 10    | 1     |
| «Трактор» (Павлодар) | 1972             | 10   | 2    | 0     | 0     | 0         | 0         | 0      | 0      | 10    | 2     |
| «Трактор» (Павлодар) | 1973             | 27   | 5    | 0     | 0     | 0         | 0         | 0      | 0      | 27    | 5     |
| «Трактор» (Павлодар) | 1974             | 28   | 6    | 0     | 0     | 0         | 0         | 0      | 0      | 28    | 6     |
| «Трактор» (Павлодар) | Итого            | 65   | 13   | 0     | 0     | 0         | 0         | 0      | 0      | 65    | 13    |
| «Динамо» (Минск)     | 1975             | 39   | 1    | 1     | 0     | 0         | 0         | 0      | 0      | 40    | 1     |
| «Динамо» (Минск)     | 1976 (весна)     | 12   | 1    | 1     | 0     | 0         | 0         | 0↑     | 0      | 13    | 1     |
| «Динамо» (Минск)     | 1976 (осень)     | 7    | 0    | 0     | 0     | 0         | 0         | 0↑     | 0      | 7     | 0     |
| «Динамо» (Минск)     | Итого            | 58   | 2    | 2     | 0     | 0         | 0         | 0      | 0      | 60    | 2     |
| Всего за карьеру     | Всего за карьеру | 236  | 18   | 16    | 1     | 2         | 0         | 66↑    | 3      | 318   | 22    |

1. ↑  Количество игр и голов за клуб в различных лигах чемпионата СССР
2. ↑  Количество игр и голов за клуб в розыгрыше Кубка СССР
3. ↑  Количество игр и голов за клуб в розыгрыше Кубка кубков.
4. ↑  Количество игр и голов за клуб в турнире дублёров.

## Достижения
- Обладатель Кубка СССР 1972 года.
- Серебряный призёр юношеского чемпионата Европы 1966 года.
- Серебряный призёр чемпионата СССР 1968 года.